# Himalájai pitta
A himalájai pitta (Pitta nipalensis) a madarak osztályának verébalakúak (Passeriformes)  rendjébe és a pittafélék (Pittidae) családjába tartozó faj.

## Előfordulása
Ázsiában, Banglades, Bhután, Kína, India, Laosz, Mianmar, Nepál, Thaiföld és Vietnám területén honos. A trópusi erdők lakója.

## Alfajai
- Pitta nipalensis hendeei
- Pitta nipalensis nipalensis

## Megjelenése
Testhossza 25 centiméter. Tarkója és nyaka kék.

## Életmódja
Inkább ugrálva, mint repülve mozog.